# Adiós Amigo
Adiós Amigo è un film western comico del 1976 scritto, prodotto e diretto da Fred Williamson, che recita nella parte del protagonista, ed interpretato anche da Richard Pryor e James E. Brown.

## Trama
Due uomini di frontiera afroamericani diventano amici e vivono insieme varie avventure. Tuttavia, uno di loro, Big Ben, è un uomo onesto mentre l'altro, Sam Spade, è un truffatore. Big Ben è veloce con la pistola mentre Sam Spade è veloce con la parola. Per fare soldi facili, Sam sta facendo varie truffe su vittime ignare come cittadini, sindaci, sceriffi, bari da saloon, agricoltori e persino proprietari di miniere. Egli usa sempre il suo amico Ben come un'esca o lo lascia indietro per spiegare tutto a imbroglioni arrabbiati. Questo frustra Ben. Le loro avventure li portano in varie città, villaggi messicani, prigioni dello sceriffo, salotti per donne e persino cave di roccia piene di detenuti incatenati ai lavori forzati. Purtroppo, la maggior parte dei soldi che guadagnano durante le loro avventure vengono spesi per alcolici e donne o persi per altri uomini disperati o banditi messicani. Diverse guardie di sicurezza della miniera e altri che bramano i loro soldi li stanno cercando. Le loro amicizia personale e collaborazione d'affari sono sempre duramente messe alla prova dalle circostanze.

## Produzione
L'idea per il progetto venne dall'iniziale frustrazione provata da Pryor per essere stato escluso dal ruolo dello sceriffo Bart in Mezzogiorno e mezzo di fuoco di Mel Brooks dopo aver collaborato con lui alla scrittura della sceneggiatura. In aggiunta, a Williamson non era piaciuto il film di Brooks, che riteneva sciocco. L'obiettivo era realizzare una commedia che fosse realistica per la sua ambientazione western e che permettesse a Pryor di lavorare senza restrizioni. La sceneggiatura iniziale era di sole 12 pagine, con Williamson che incoraggiava Pryor ad improvvisare. Le riprese principali durarono solo nove giorni.

## Accoglienza
Alla fine, sia Williamson sia Pryor rimasero insoddisfatti del risultato finale. Williamson disse a posteriori: «Volevo dargli un'idea, un concetto, e poi accendere la luce su di lui e lasciarlo fare quello che voleva. Sai cosa si dice dei comici, che puoi semplicemente aprire la porta del frigorifero e la luce si accende, le battute si susseguono. La luce di Richard non si accese». In un'intervista concessa alla rivista Ebony poco tempo dopo l'uscita del film, Pryor disse: «Di' loro che mi scuso. Dì loro che avevo bisogno di soldi. Di' loro che prometto di non farlo più».